# Five Live Yardbirds
| Recensione | Giudizio |
| ---------- | -------- |
| AllMusic   | [ 1 ]    |

Five Live Yardbirds è il primo album del gruppo britannico The Yardbirds, pubblicato il 4 dicembre del 1964. Il disco era un album dal vivo registrato al Marquee Club di Londra.

## Il disco
Nel 2003, l'album è stato rimasterizzato con l'aggiunta di alcune tracce bonus. Le tracce dalla 11 alla 15 sono state registrate dal vivo al Crawdaddy Club di Richmond nel Surrey, l'8 dicembre 1963, mentre le tracce dalla 16 alla 20 sono singoli pubblicati tra il 1964 ed il 1965.

## Tracce
Lato A
1. Too Much Monkey Business – 3:51 (Chuck Berry)
2. Got Love If You Want It – 2:40 (James Moore)
3. Smokestack Lightning – 5:35 (Howlin' Wolf)
4. Good Morning Little Schoolgirl – 2:42 (H. G. Demarais)
5. Respectable – 5:35 (O'Kelly Isley, Ronald Isley, Rudolph Isley)

Lato B
1. Five Long Years – 5:18 (Eddie Boyd)
2. Pretty Girl – 3:04 (Bo Diddley)
3. Louise – 3:43 (John Lee Hooker)
4. I'm a Man – 4:33 (Bo Diddley)
5. Here 'Tis – 5:10 (Bo Diddley)

### Tracce bonus dell'edizione 2003
1. You Can't Judge a Book by Looking at the Cover – 2:56 (Willie Dixon)
2. Let It Rock – 2:16 (Chuck Berry)
3. I Wish You Would – 5:53 (Bo Diddley)
4. Who Do You Love? – 4:07 (Bo Diddley)
5. Honey in Your Hips – 2:27 (Keith Relf)
6. A Certain Girl – 2:17 (Allen Toussaint)
7. Got to Hurry – 2:47 (Oscar Rasputin)
8. Boom, Boom – 2:24 (John Lee Hooker)
9. I Ain't Got You – 1:59 (Calvin Carter)
10. Good Morning Little Schoolgirl (Studio version) – 2:44 (Sonny Boy Williamson I)

## Formazione
- Eric Clapton – chitarra solista, voce
- Chris Dreja – chitarra ritmica
- Jim McCarty – batteria
- Keith Relf – voce, armonica a bocca
- Paul Samwell-Smith – basso, voce

### Produzione
- Giorgio Gomelsky – produttore
- Phillip Wood – ingegnere del suono
- Bill Inglot – rimasterizzazione digitale
- Richard Rosser – fotografia